# Gustav Kuhfahl

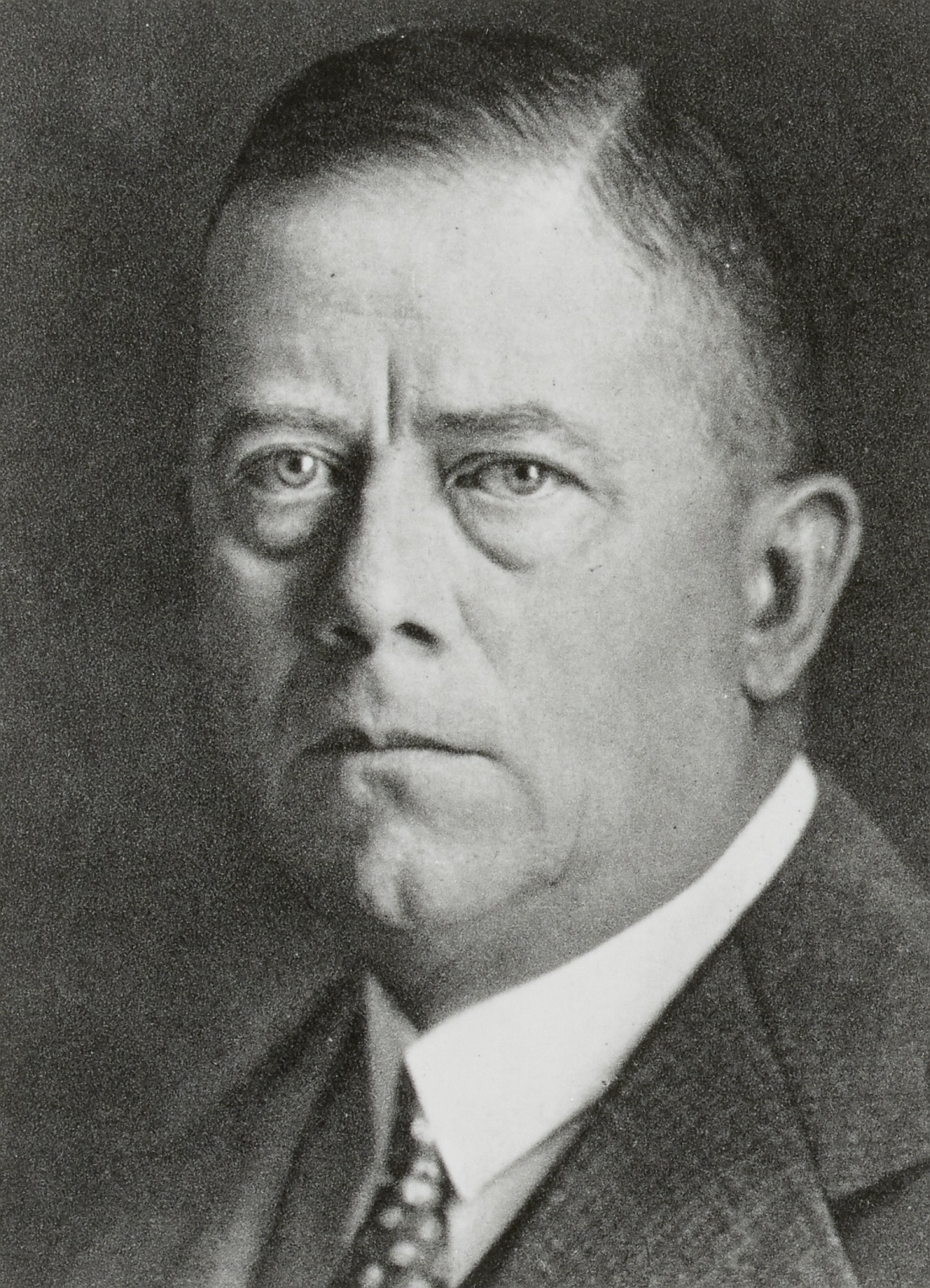
Gustav Adolf Kuhfahl. Foto von Hugo Erfurth

Gustav Adolf Kuhfahl (* 9. Februar 1870 in Leipzig; † 6. Juni 1938 in Wiesbaden) war ein deutscher Jurist, Fotograf und Bergsteiger, der sich ehrenamtlich für die Erhaltung der Postmeilensäulen und Steinkreuze in Sachsen einsetzte.

## Leben

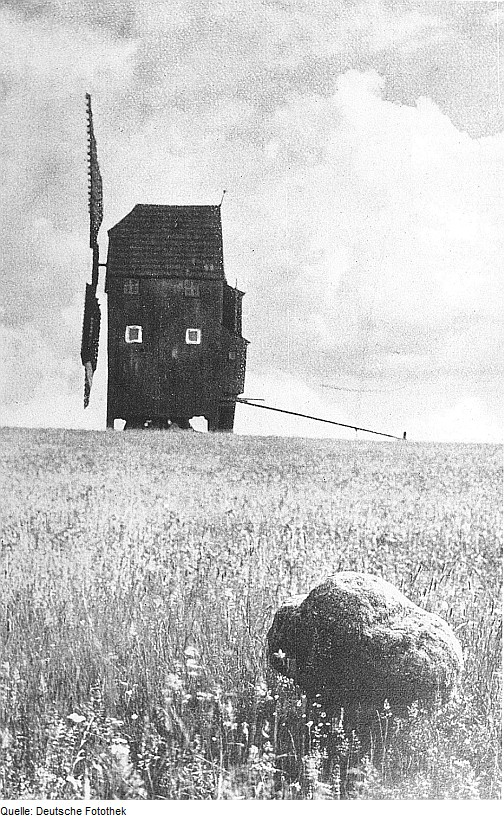
Steinkreuz mit Donix-Windmühle in Oberseifersdorf – Aufnahme von Gustav Adolf Kuhfahl

Er war der Sohn eines in Leipzig ansässigen Böttchers. Nach dem Schulbesuch studierte er an der Universität Leipzig Rechtswissenschaften. Sein Studium setzte er in Freiburg im Breisgau fort. Er promovierte zum Dr. jur. und war zunächst als Referendar und Assessor an verschiedenen Behörden im Königreich Sachsen tätig. Nachdem Kuhfahl einige Zeit als Ratsassessor in Dresden tätig gewesen war, erfolgte 1906 seine Berufung als Direktor der Güntz-Stiftung in Dresden, die vom Herausgeber des Dresdner Anzeiger, Justus Friedrich Güntz, begründet wurde.
Als begeisterter Bergsteiger bereiste er nicht nur das Elbsandsteingebirge, sondern auch die Alpen und den Kaukasus. Dort fertigte er als Amateurfotograf zahlreiche Fotografien, die er im Jahre 1907 unter dem Titel Hochgebirgs- und Winterphotographie. Praktische Ratschläge für Ausrüstung und Arbeitsweise und 1910 als Buch Mit der Camera im Gebirge gemeinsam mit Informationen zum Fotografieren im Hochgebirge publizierte. Kuhfahl war Mitglied der Sektion Dresden des Deutschen und Österreichischen Alpenvereins.
Bleibende Bedeutung erlangte er insbesondere durch die Fotodokumentation aller Anfang der 1930er Jahre vorhandenen kursächsischen Postmeilensäulen und Stein- bzw. Sühnekreuze, über die er beim Landesverein Sächsischer Heimatschutz zwei auch heute noch beachtenswerte Monographien publizierte.
Kuhfahl hatte eine Sommerwohnung in Zinnwald-Georgenfeld und starb im Juni 1938 während einer Kur in Wiesbaden.

## Werke (Auswahl)

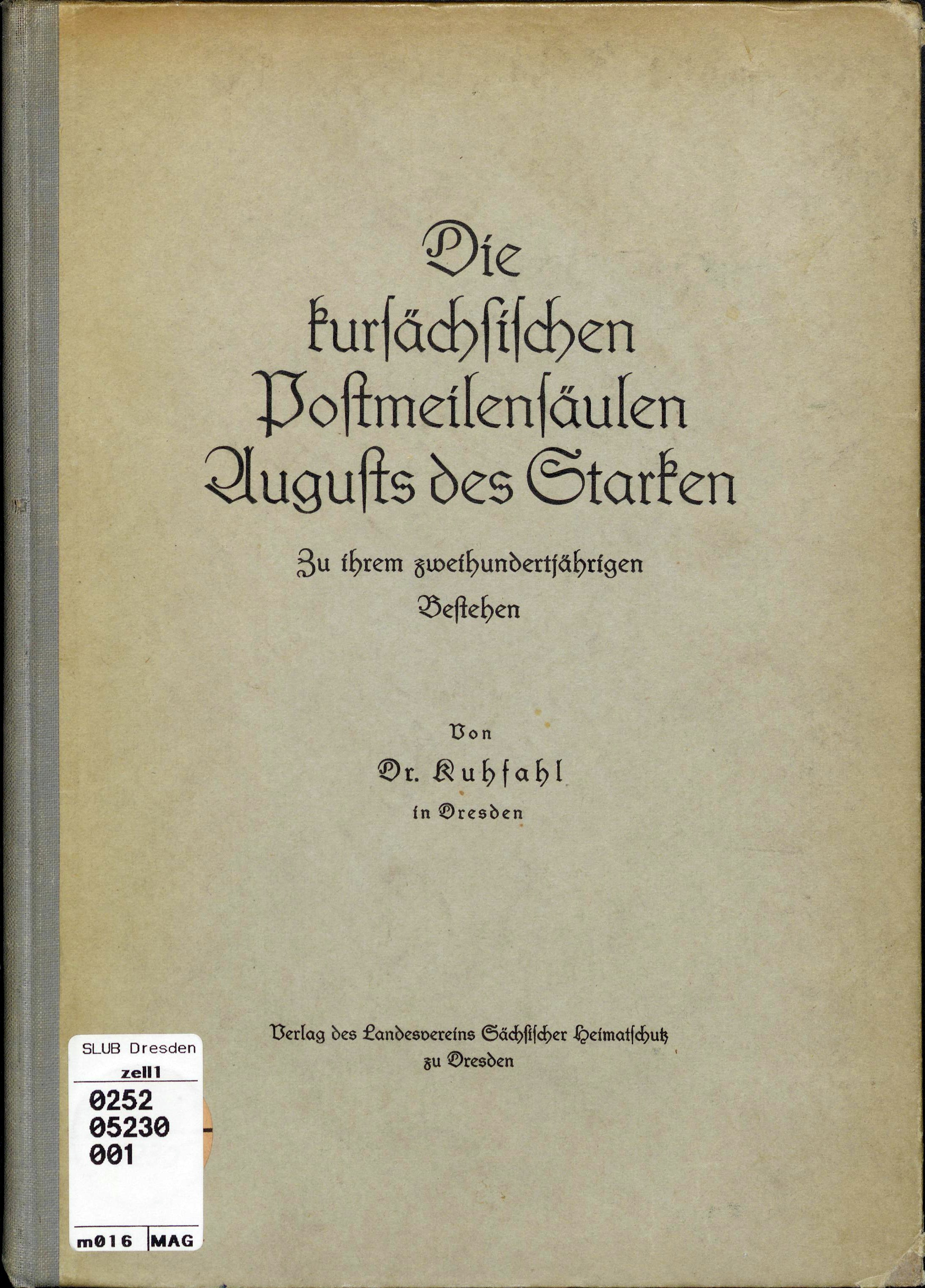
Die kursächsischen Postmeilensäulen beim zweihundertjährigen Bestehen

- Mit der Camera im Gebirge, 1910 (Digitalisat).
- Heimatphotographie. Die Photographie in Dienste von Heimatschutz und Heimatforschung (= Bücherei des Liebhaberphotographen, 1), 1921 (Digitalisat).
- Die kursächsischen Postmeilensäulen beim zweihundertjährigen Bestehen, mit 27 ein- und buntfarbigen photographischen Naturaufnahmen des Verfassers sowie 26 Wiedergaben anderer Bilder, Karten und Münzen, 1930 (Digitalisat).
- Die alten Steinkreuze in Sachsen. Ein Beitrag zur Erforschung des Steinkreuzproblems mit 128 Bildern und 1 Übersichtskarte, Landesverein Sächsischer Heimatschutz, 1928 (Digitalisat).
- Die alten Steinkreuze in Sachsen. Nachtrag zum Heimatschutzbuch von 1928. Mit ergänzten vollständigen Verzeichnissen der heute noch vorhandenen sowie der nachweislich verschwundenen Steinkreuze, 1936 (Digitalisat).

## Nachlass
Der Nachlass von Gustav Adolf Kuhfahl wird in der Sächsischen Landesbibliothek – Staats- und Universitätsbibliothek Dresden verwahrt, der fotografische Teil befindet sich in der Deutschen Fotothek.